# Ґомбінек
Ґомбінек (пол. Gąbinek) — село в Польщі, у гміні Любане Влоцлавського повіту Куявсько-Поморського воєводства.
Населення — 204 особи (2011).
У 1975-1998 роках село належало до Влоцлавського воєводства.

## Демографія
Демографічна структура станом на 31 березня 2011 року:
|          | Загалом | Допрацездатний вік | Працездатний вік | Постпрацездатний вік |
| -------- | ------- | ------------------ | ---------------- | -------------------- |
| Чоловіки | 98      | 26                 | 59               | 13                   |
| Жінки    | 106     | 14                 | 66               | 26                   |
| Разом    | 204     | 40                 | 125              | 39                   |